# 노 민공
민공(閔公, 湣公, 기원전 668년 ~ 기원전 660년, 재위 기원전 661년 ~ 기원전 660년)은 중국 노나라의 제18대 임금이다. 이름은 계방(啓方)이다.

## 사적
어머니는 노 장공의 정부인 애강의 아우 숙강이었으나 아버지는 서장자 공자 반을 후계로 작정하였으므로 정상적으로는 임금이 될 가능성은 낮았다.
기원전 662년, 공자 경보가 공자 반을 시해하고 민공을 노후로 옹립했다. 이때 공자 계우는 진나라로 달아났다.
민공 원년(기원전 661년), 제 환공과 맹약을 맺어 계우를 귀환시켰다. 이때 민공은 낭(郞) 땅까지 나가서 돌아오는 계우를 기다렸다.
계우가 돌아온 후에도 경보는 계속 노후 자리를 노리고 있었고, 민공 2년(기원전 660년), 민공의 스승이 복의(卜齮)의 밭을 빼앗자 경보는 복의를 시켜 민공을 시해했다.

## 가정
- 노 장공 (아버지)
  - 공자 반 (형)
  - 노 희공 (형)
  - 노 민공